# Bocconia latisepala
Bocconia latisepala là một loài thực vật có hoa trong họ Anh túc. Loài này được S.Watson mô tả khoa học đầu tiên năm 1890.